# Бутаково (Восточно-Казахстанская область)
Бутаково (каз. Бутаково) — село в Восточно-Казахстанской области Казахстана. Входит в состав городской администрации Риддера. До 2013 года входило в состав упразднённой Ульбинской поселковой администрации. Код КАТО — 632431200.

## Население
В 1999 году население села составляло 335 человек (163 мужчины и 172 женщины). По данным переписи 2009 года, в селе проживало 269 человек (130 мужчин и 139 женщин). По данным переписи 2023 в Бутаково проживает меньше 150 человек. Есть школа  и пилорама, Магазин Бутачанка ,  